# David Duke (cestista)
David Duke Jr. (Providence, 13 ottobre 1999) è un cestista statunitense.

## Carriera

### Club
Dopo aver trascorso tre stagioni con i Providence Friars, nel 2021 si dichiara eleggibile per il Draft NBA; dopo non essere stato scelto, l'8 agosto firma un contratto con i Brooklyn Nets.

### Nazionale
Con gli Stati Uniti ha disputato i Giochi panamericani del 2019, conclusi al terzo posto finale.

## Statistiche

### NCAA
| Anno      | Squadra           | PG | PT | MP   | TC%  | 3P%  | TL%  | RP  | AP  | PRP | SP  | PP   |
| --------- | ----------------- | -- | -- | ---- | ---- | ---- | ---- | --- | --- | --- | --- | ---- |
| 2018-2019 | Providence Friars | 34 | 34 | 24,7 | 38,7 | 29,7 | 68,9 | 2,6 | 2,1 | 0,7 | 0,3 | 7,1  |
| 2019-2020 | Providence Friars | 31 | 31 | 32,2 | 40,9 | 42,0 | 79,3 | 4,2 | 3,1 | 1,5 | 0,4 | 12,0 |
| 2020-2021 | Providence Friars | 26 | 26 | 37,1 | 38,7 | 38,9 | 79,2 | 6,3 | 4,8 | 1,2 | 0,3 | 16,8 |
| Carriera  | Carriera          | 91 | 91 | 30,8 | 39,4 | 37,7 | 76,9 | 4,2 | 3,2 | 1,1 | 0,3 | 11,5 |

#### Massimi in carriera
- Massimo di punti: 36 vs Creighton (18 gennaio 2020)[4]
- Massimo di rimbalzi: 13 (2 volte)
- Massimo di assist: 9 (3 volte)
- Massimo di palle rubate: 5 vs Georgetown (19 febbraio 2020)
- Massimo di stoppate: 2 (6 volte)
- Massimo di minuti giocati: 49 vs DePaul (27 dicembre 2020)

### NBA

#### Regular Season
| Anno      | Squadra           | PG | PT | MP   | TC%  | 3P%  | TL%  | RP  | AP  | PRP | SP  | PP  |
| --------- | ----------------- | -- | -- | ---- | ---- | ---- | ---- | --- | --- | --- | --- | --- |
| 2021-2022 | Brooklyn Nets     | 22 | 7  | 15,5 | 36,1 | 24,3 | 81,0 | 3,0 | 0,8 | 0,6 | 0,2 | 4,7 |
| 2022-2023 | Brooklyn Nets     | 23 | 0  | 9,9  | 46,2 | 8,3  | 70,6 | 1,3 | 0,9 | 0,4 | 0,0 | 3,7 |
| 2023-2024 | San Antonio Spurs | 4  | 0  | 12,8 | 55,6 | 50,0 | 100  | 2,5 | 1,3 | 0,5 | 0,0 | 6,5 |
| 2024-2025 | San Antonio Spurs | 6  | 0  | 5,7  | 42,9 | 50,0 | 50,0 | 0,8 | 0,7 | 0,2 | 0,0 | 2,7 |
| Carriera  | Carriera          | 55 | 7  | 11,9 | 41,7 | 26,2 | 76,7 | 2,0 | 0,9 | 0,5 | 0,1 | 4,2 |

#### Play-off
| Anno     | Squadra       | PG | PT | MP  | TC%  | 3P% | TL% | RP  | AP  | PRP | SP  | PP  |
| -------- | ------------- | -- | -- | --- | ---- | --- | --- | --- | --- | --- | --- | --- |
| 2023     | Brooklyn Nets | 1  | 0  | 5,0 | 33,3 | 0,0 | -   | 0,0 | 0,0 | 0,0 | 0,0 | 2,0 |
| Carriera | Carriera      | 1  | 0  | 5,0 | 33,3 | 0,0 | -   | 0,0 | 0,0 | 0,0 | 0,0 | 2,0 |

#### Massimi in carriera
- Massimo di punti: 18 vs Orlando Magic (18 dicembre 2021)[5]
- Massimo di rimbalzi: 14 vs Orlando Magic (18 dicembre 2021)
- Massimo di assist: 4 vs Philadelphia 76ers (9 aprile 2023)
- Massimo di palle rubate: 4 vs Boston Celtics (8 febbraio 2022)
- Massimo di stoppate: 2 (2 volte)
- Massimo di minuti giocati: 45 vs Philadelphia 76ers (9 aprile 2023)

### G League
| Anno      | Squadra          | PG  | PT  | MP   | TC%  | 3P%  | TL%  | RP  | AP  | PRP | SP  | PP   |
| --------- | ---------------- | --- | --- | ---- | ---- | ---- | ---- | --- | --- | --- | --- | ---- |
| 2021-2022 | Long Island Nets | 14  | 14  | 28,8 | 37,1 | 31,4 | 85,4 | 6,4 | 3,2 | 1,4 | 0,3 | 15,8 |
| 2022-2023 | Long Island Nets | 29  | 29  | 33,4 | 46,9 | 30,8 | 83,6 | 6,0 | 3,5 | 1,7 | 0,4 | 22,3 |
| 2023-2024 | Del. Blue Coats  | 11  | 8   | 31,5 | 42,9 | 37,0 | 83,0 | 5,5 | 4,1 | 0,9 | 0,5 | 21,7 |
| 2023-2024 | Austin Spurs     | 38  | 37  | 32,9 | 44,6 | 36,8 | 78,3 | 6,5 | 4,7 | 1,2 | 0,4 | 19,8 |
| 2024-2025 | Austin Spurs     | 42  | 41  | 31,6 | 41,0 | 30,6 | 71,9 | 5,9 | 4,0 | 1,6 | 0,5 | 16,9 |
| Carriera  | Carriera         | 134 | 129 | 32,0 | 43,2 | 32,9 | 78,9 | 6,1 | 4,0 | 1,4 | 0,4 | 19,2 |